# Untereinheit (Chemie)
Mit dem Begriff Untereinheit wird in der Chemie eine bestimmte Atomgruppe beschrieben, die einen Teil der betrachteten Molekülstruktur ausmacht. Meist ist diese eine Atomgruppe, die für sich genommen einen Trivialnamen besitzt und damit einen Wiedererkennungswert innehat, sodass sich eventuell die Molekülstruktur leichter memorisieren lässt. Der Begriff wird aber insbesondere dazu verwendet, den Einfluss bestimmter Substituenten auf das Gesamtverhalten eines Moleküls zu diskutieren. Beispielsweise könnte dies der Einfluss von elektronenziehenden oder elektronenschiebenden Substituenten auf ein aromatisches π-Elektronensystem sein. Möglich ist abgesehen davon das Betrachten der Reaktivität einer Untereinheit in der Molekülstruktur, wenn davon ausgegangen wird, dass sich nur in diesem Bereich des Moleküls eine entsprechende Reaktivität abspielen kann. Somit erleichtert sich bei komplexen Molekülen wiederum die Diskussion der Eigenschaften.
Bei verzweigten Polymeren gehen von Verzweigungspunkten drei oder mehr Ketten aus. Die verknüpften Kettenteile werden oft Untereinheiten (engl. subunits) genannt. Eine Untereinheit reicht entweder von Verzweigungspunkt zu Verzweigungspunkt oder von einem Verzweigungspunkt zu einem Kettenende.